# Twarde Pierniki Toruń
Il Twarde Pierniki Torun o semplicemente Toruń  è una società cestistica avente sede a Toruń, in Polonia. Fondata nel 2005, gioca nel campionato polacco.
Fondata nel 2005, ottiene la promozione in 2. Liga nel 2010. Conquistata la promozione in massima serie nel 2014 sfruttando l'espansione della PLK da 12 a 16 squadre.
Nel 2016-17 sfiora per la prima volta il titolo nazionale, arrendendosi solo a Gara 5 della Finale contro il Basket Zielona Góra.

## Palmarès
- Coppa di Polonia: 1

2018
- Supercoppa polacca: 1

2018

## Roster
| Twarde Pierniki Toruń | Twarde Pierniki Toruń |
| Giocatori             | Staff tecnico         |
| --------------------- | --------------------- |

| N. | Naz.                                    | Ruolo | Nome                 | Anno | Alt.   | Peso   |  |
| -- | --------------------------------------- | ----- | -------------------- | ---- | ------ | ------ |  |
| 2  | Polonia (bandiera)                      | P     | Wojciech Tomaszewski | 2002 | 196 cm | 85 kg  |  |
| 3  | Polonia (bandiera)                      | A     | Aleksander Griszczuk | 2001 | 201 cm |        |  |
| 5  | Francia (bandiera) · Polonia (bandiera) | AG    | Aaron Cel            | 1987 | 203 cm | 96 kg  |  |
| 7  | Polonia (bandiera)                      | P     | Kacper Gordon        | 2002 | 184 cm |        |  |
| 8  | Polonia (bandiera)                      | G     | Wit Szymański        | 2003 | 193 cm |        |  |
| 10 | Polonia (bandiera)                      | A     | Mateusz Kruszkowski  | 2002 | 201 cm |        |  |
| 17 | Polonia (bandiera)                      | A     | Hubert Lipiński      | 2005 | 193 cm |        |  |
| 21 | Polonia (bandiera)                      | AP    | Bartosz Diduszko     | 1987 | 198 cm |        |  |
| 33 | Serbia (bandiera)                       | A     | Stefan Kenić         | 1997 | 206 cm | 100 kg |  |
| 34 | Polonia (bandiera)                      | AC    | Szymon Janczak       | 1997 | 206 cm | 91 kg  |  |
| 50 | Stati Uniti (bandiera)                  | C     | Joey Brunk           | 1997 | 211 cm | 116 kg |  |

| Allenatore |
| - Miloš Mitrović                                                                                              |
| Assistente/i                                                                                                  |
| - Jarosław Zawadka Legenda - (C) Capitano - (IN) Inattivo - Infortunato Roster Aggiornato al: 6 dicembre 2022 |